# Cordillera Nombre de Dios

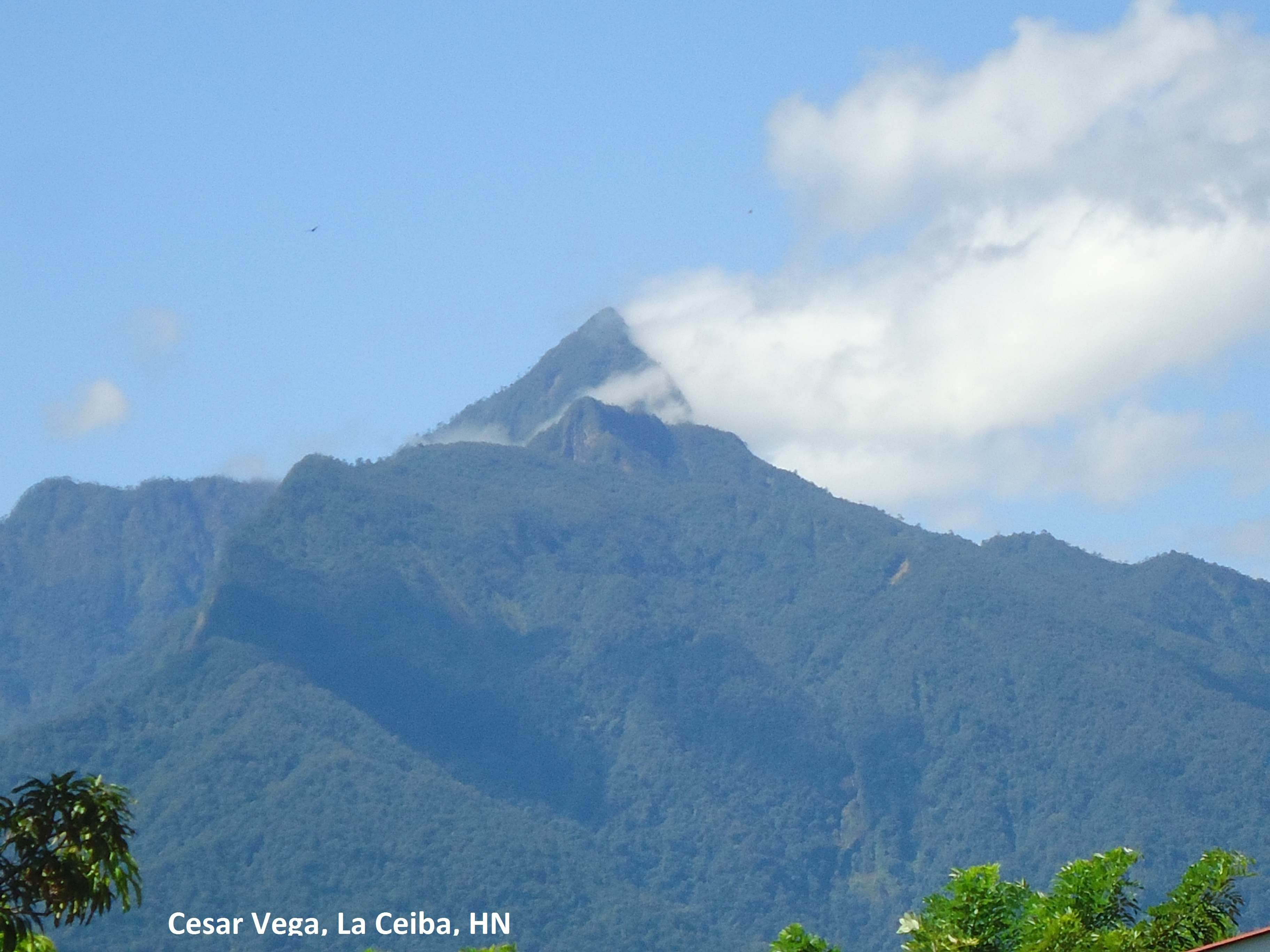
Pico Bonito.

La cordillera Nombre de Dios  o las montañas Nombre de Dios es un conjunto de montañas en Honduras. Las mismas se encuentran paralelas a la costa del mar Caribe en los departamentos de Yoro y Atlántida.
Las montañas más elevadas son el Pico Bonito con 2.430 m que se encuentra en el departamento de Atlántida, y el cerro San Franco con 2.200 m de altura en el departamento de Yoro. 